# 6030 Золенський
6030 Золенський (6030 Zolensky) — астероїд головного поясу, відкритий 7 березня 1981 року.
Тіссеранів параметр щодо Юпітера — 3,198.